# 43803 Wakakinosakura
43803 Wakakinosakura è un asteroide della fascia principale. Scoperto nel 1991, presenta un'orbita caratterizzata da un semiasse maggiore pari a 3,035474 UA e da un'eccentricità di 0,091345, inclinata di 10,710813° rispetto all'eclittica. Ha un diametro di 6,555 km.